# Університет Чарльза Дарвіна
Університет Чарльза Дарвіна (англ. Charles Darwin University) — австралійський державний вищий навчальний заклад зі статусом університету, розташований у місті Дарвін.